# Wagner Group GmbH
Die Wagner Group GmbH ist ein deutsches inhabergeführtes Familienunternehmen mit Hauptsitz in Langenhagen bei Hannover und Hersteller von technischen Brandschutzanlagen zur Brandvermeidung, Brandfrüherkennung und Brandbekämpfung.
Die Wagner Deutschland GmbH ist der Errichter der Brandschutzanlagen der Wagner Group GmbH mit neun Niederlassungen in  Deutschland. Jede Niederlassung der Wagner Deutschland bietet Planung und Projektierung über den Anlagenbau bis hin zur Instandhaltung an.

## Geschichte
Der Diplom-Ingenieur Werner Wagner hat 1976 das Ingenieurbüro Werner Wagner, Alarm- und Fernmeldetechnik in Winsen (Aller) gegründet. Das Ein-Mann-Unternehmen bot Einbruchmeldetechnik an. 1982 kam der erste Großauftrag zum Schutz der Außenanlagen des atomaren Zwischenlagers in Gorleben mit Freilandüberwachung. Zu dieser Zeit beschäftigte das Ingenieurbüro 20 Mitarbeiter.
1984 wurde eine erste Brandschutzlösung für das Rechenzentrum der Niedersächsischen Sparkassenverbands entwickelt. Auf der Fachmesse Security 1986 in Essen stellte das Unternehmen seinen ersten Ansaugrauchmelder vor.
1994 führte Wagner als erster deutscher Anbieter mit VdS-System- und Errichterzulassung Stickstoff als natürliches Löschmittel in den Markt ein.
Auf der Fachmesse Security 1998 in Essen stellte das Unternehmen seinen ersten Stickstofferzeuger zur aktiven Brandvermeidung vor und nahm ein Jahr später seine erste Sauerstoffreduzierungsanlage in einem Rechenzentrum in Deutschland in Betrieb.
Die erste ausländische Tochtergesellschaft ward in Österreich im Jahre 2000 gegründet. Weitere Tochtergesellschaften in den Niederlanden, Großbritannien, Polen, Russland, in der Schweiz und USA folgten zwischen 2000 und 2015. In den Jahren 2014 und 2015 kamen Großaufträge aus Kanada und USA zum Schutz von Tiefkühllagern mit einer Sauerstoffreduzierungsanlage wie bei Dr Oetker in London (Kanada) oder im größten Tiefkühlhochregallager der Welt von Preferred Freezer Services im amerikanischen Richland, Washington State mit 1,05 Mio. m³ Volumen, 35 m hohen Regalsystemen und 117.000 Palettenstellplätzen.
Zwischen 2015 und 2019 folgten mit Australien, Singapur und Kanada weitere Tochtergesellschaften im Übersee. Im Jahre 2017 hat die Wagner Group die Mehrheit an dem norwegischen Unternehmen Hypoxic Technologies AS übernommen.
Das Unternehmen ist seit 1998 im Bereich Brandschutz für Schienenfahrzeuge tätig. Der Transrapid Emsland war das erste Bahn-Projekt. Im Jahr 2016 wurde die Wagner Rail GmbH in München gegründet. Heute sind die Brandschutzlösungen der Wagner Rail weltweit im Schienenverkehr im Einsatz: zum Beispiel im Aeroexpress Moskau, im Thameslink UK, in der Metro Kuala Lumpur, in der U-Bahn München oder der Rhätischen Bahn (Schweiz).
Das Unternehmen arbeitet als Mitglied im Zentralverband Elektrotechnik- und Elektronikindustrie (ZVEI) und im Bundesverband Technischer Brandschutz (bvfa) in verschiedenen Gremien an nationalen und internationalen Normen und Richtlinien mit, insbesondere zu Sauerstoffreduzierungsanlagen.
Das Unternehmen bildet in technischen und kaufmännischen Berufen an mehreren seiner Standorten aus. Im Jahr 2020 beteiligte es sich zusammen mit 20 Institutionen aus der Region Hannover an der Ausbildungskampagne „Klar bilden wir aus“.
Am 1. Juni 2023 expandierte die Wagner Group nach Indien mit der Gründung der Tochtergesellschaft Wagner Fire Safety India Private Limited.

## Produkte und Anwendungsgebiete
Das Unternehmen bietet folgende Brandschutzprodukte an:
- Ansaugrauchmelder zur Brandfrüherkennung
- Sauerstoffreduzierungsanlage zur Brandvermeidung
- Gaslöschanlagen
- Brandmeldeanlagen
- Gefahrenmanagementsysteme

Das Unternehmen spezialisierte sich vor allem auf Brandschutz für die Branchen IT/Rechenzentren, Lager und Logistik, Archive, Museen, Produktion, Schienenfahrzeuge und Hotels.

## Unternehmensstruktur
Der Stammsitz der Wagner Group GmbH befindet sich in Langenhagen bei Hannover. Folgende Tochtergesellschaften gehören zur Wagner Group:
- Wagner Deutschland GmbH, Langenhagen, Deutschland
- Wagner Products GmbH, Langenhagen, Deutschland
- Wagner Rail GmbH, München, Deutschland
- Hypoxic Technologies AS, Norwegen
- Wagner Austria GmbH, Korneuburg, Österreich
- Wagner Fire Safety Inc., USA
- Wagner Fire Safety Canada Ltd., Kanada
- Wagner Fire Safety Pty Ltd., Australien
- Wagner Fire Safety India Private Limited
- Wagner Nederland B.V., Utrecht, Niederlande
- Wagner Poland Sp. z. o. o., Warschau, Polen
- Wagner Schweiz AG, Wallisellen, Schweiz
- Wagner Singapore Pte. Ltd., Singapur
- Wagner UK Limited, Birmingham, Großbritannien

## Auszeichnungen
- 2012: Deutscher Rechenzentrumspreis für Aktive Brandvermeidung für Green-IT in der Kategorie Sicherheit[14]
- 2013: Deutscher Rechenzentrumspreis für Fehlalarmsichere Brandfrühesterkennung mit Titanus Multi•Sens in der Kategorie Sicherheit[15]
- 2013: Innovationspreis der Préventica in Lyon für das Brandvermeidungssystem Oxyreduct[16]
- 2014: Deutscher Rechenzentrumspreis Im Rahmen der Kooperation "Complete Data Center" (CDC)[17]
- 2014: GIT-Sicherheit-Award in der Kategorie B (Brandschutz) für OxyReduct VPSA, Aktive Brandvermeidung – mit VPSA energieschonend[18]
- 2016: Werner Wagner wird von den Verbänden „Die Familienunternehmer“ und „Die Jungen Unternehmer“ als Familienunternehmer des Jahres 2016 ausgezeichnet[19]
- 2023: FeuerTrutz-Award in der Kategorie Anlagentechnischer Brandschutz für die Brandschutzlösung für die Lagerung von Lithium-Ionen-Akkus[20]
- 2023: Top-Innovator 2023 als einen der 100 innovativsten Mittelstandsunternehmen in Deutschland[21]